# Buda ostroma (1603)
Buda 1603-as ostromára a tizenöt éves háború idején került sor. Ez volt Hermann von Russwurm (Rusworm) tábornagy második támadása a török kézen lévő Buda vára ellen. Az előző, 1602. évi ostrom során Russwurm nem tudta bevenni Budát, de sikeresen elfoglalta Pest városát, amelynek császári helyőrsége kitartott és a második hadjárat bázisául szolgált. A dél felől felvonuló török felmentő sereget a császári erők Szekszárd térségében megtámadták, mozgását lefékezték. De a Buda ostromára indított Habsburg fősereg súlyosan megkésve, csak szeptember végén érkezett Pest alá. A török fővezér addigra megerősítette Buda helyőrségét, a várat fegyverzettel, készletekkel töltötte fel. A vár ostromára nem kerülhetett sor, a két manőverező hadsereg végül a Csepel-szigeten csapott össze. Russwurm itt szétverte a csapdába esett török erőket, de a budai oldalon létesített támaszpontját a törökök megsemmisítették. Egy sikeres, de stratégiailag értéktelen hatvani rajtaütés után novemberben Russwurm tábornagy erői ismét eredménytelenül vonultak el Buda alól.

## Előzmények
Mátyás főherceg az előző év november 2-án, Buda 1602 évi ostroma után ígéretet tett, mely szerint 1603 április havában, a török felvonulást megelőzve újabb erős ostromló hadat küld Buda alá. Ez azonban puszta fogadkozás maradt. A császári oldalon súlyos pénzhiány és belső problémák késleltették új hadjárat megindítását. Az 1602-ben elfoglalt Pest császári helyőrsége, szigetként a török tengerben, a rossz élelmezés és a Budáról indított tüzérségi támadások ellenére mindvégig kitartott őrhelyén.
Rudolf császár 1603. február 24-re Pozsonyba országgyűlést hívott össze. Ennek megnyitását – személyes féltékenységből – nem legidősebb öccsére, a magyar rendek előtt az előző évben, 1602-ben népszerűvé vált Mátyás főhercegre bízta, hanem ifjabb öccsére Miksa főhercegre, a Német Lovagrend nagymesterére. Az ő feladata azonban csupán a szokásos éves adó megszavaztatása volt. A magyar rendek sérelmeket ezért közvetlenül Prágába, a császárhoz vitték, a küldöttséget Náprágyi Demeter erdélyi püspök vezette. Azt kérték az uralkodótól, hogy fékezze meg a Magyarországon telelő zsoldosok fosztogatásait, erőszakoskodását. Április 15-én adták át az országgyűlés feliratát, erre Rudolf május 9-én lekicsinylő és elutasító választ adott. A küldöttség eredménytelenül távozott Prágából.
Az 1603-as országgyűlés még ülésezett, amikor híre jött, hogy Giraj kán tatárai, akik az előző évi, 1602-es hadjárat óta Pécs és Szigetvár vidékén teleltek át, dúlni kezdték a Dunántúlt és Horvátországot. Draskovits János horvát bán Varasdnál visszaverte őket, közben Sigismund (Siegmund) von Trautmannsdorf szlavóniai főkapitány rácsapott a pozsegai török kerületre és lerombolta a Tamásinál álló török Dráva-hidat.
Az oszmán hadvezetőség 1603-ban nem tervezett újabb magyarországi hadjáratot, mert Perzsiában háborút folytatott, Konstantinápolyban és Kisázsiában belső zavargásokkal nézett szembe, utóbbi miatt a tatár kán serege is sietve hazavonult. III. Mehmed szultán Giovanni Mario Isolano grófot, az 1602-ben elfoglalt Székesfehérvár foglyul ejtett kapitányát kedvező békeajánlattal Rudolf császárhoz küldte. A szultán elismerte Pest, Esztergom és Erdély magyar királyhoz tartozását, cserébe Eger és Kanizsa török birtoklásának elismerését kérte. Július elején tárgyalások kezdődtek a komáromi császári táborban. Két hónapon át meddő tárgyalások folytak, közben mindkét fél készült a háborúra.

## Csatározások 1603 tavaszán-nyarán
Az 1603 kora tavaszától nyár végéig Magyarországon csak katonai portyázások folytak. Január közepén a törökök Esztergom alatt elfogtak egy Pest felé indított élelmiszer-szállítmányt, de a várbéliek kicsaptak rájuk és véres harcban visszaszerezték a szekérkaravánt. Február 10-én egy budavári török különítmény támadást intézett Pest ellen, de a császári védők visszaverték, nagy részüket lemészárolták. Március elsején a törökök a Gellért-hegyről ágyúzni kezdték Pestet, a védők tüzérsége pedig Budavárát kezdte lőni. Egy sikeres találat felrobbantott egy budavári lőporraktárt, a várfal is kiszakadt. Éjszaka Michael Adolf von Althan ezredes (1574–1636) 1300 német gyalogossal, hajdúval és magyar huszárral éjszakai rajtaütést szervezett a rés ellen, de az éber török védők tüze távol tartotta őket. Május végén török sajkások a Margit-szigetnél megpróbálták elfogni a császári élelmiszerszállító hajót, június elején ismét megtámadták az Esztergomból Pest felé tartó élelmiszer-konvojt, az 500 fős katonai kíséret nagy veszteségekkel verte őket vissza. A november óta helytálló, kimerült pesti helyőrséget egy jól szervezett vállalkozás keretében július 10-én sikeresen felváltották. Az új parancsnok, Johann Friedrich von Mersperg ezredes 6 zászlóaljnyi gyalogságot, és Sigismund von Trautmannsdorf ezredes 500 birodalmi lovasát vezette a városba, Perényi Ferenc huszárjaival és Thurzó György érsekújvári hajdúival megerősítve. A műveletet a budavári és gellérthegyi török ágyúk tüzelése sem tudta megakadályozni.
Nagyobb hadművelet nem indult, ennek fő oka a császári udvari kamara súlyos pénzhiánya volt. Kevés adó folyt be, Rudolf sok pénzt vert el saját rögeszméire, még a török elleni harchoz kapott külföldi pénzsegélyből is elvet. San Clemente gróf, prágai spanyol követ azt írta haza III. Fülöp királynak, hogy tartsa vissza a már beígért hadisegélyt. Súlyosbította a helyzetet az Udvari Haditanácsban eluralkodó olasz–német ellentét, amely odáig súlyosbodott, hogy Russwurm tábornagy egy szóváltás során leszúrta Geronimo Dentici ezredest, a haditanács tagját, Mátyás főherceg védencét.
Hónapokon át nem tudtak megállapodni a Buda ellen indítandó hadjárat fővezérének személyéről sem. A haditanács többsége Giorgio Basta kinevezését pártolta, de ő Erdélyben volt lekötve a székelyek ellenállása miatt, így nagy késedelemmel, június 5-én ismét a császár kedvencét, Hermann von Russworm tábornagyot nevezték ki, annak ellenére, hogy őt Mátyás főherceg nem szívelhette. Russwurm még a komáromi tárgyalások alatt, augusztus 2-án elindult Bécsből Esztergomba, hogy onnan szervezze a teljes haderő felvonulását sereg felvonulását Buda vára alá. A gyülekezés nagyon lassan haladt, a zsoldhátralék már 2 millió forintra rúgott, a magyar végvári katonaság hosszú ideje fizetetlen volt. A Haditanács nem ismerte a törökök szándékait sem, így a császári hadjárat pontos célját sem lehetett kitűzni. A tábornagy – több eshetőséget mérlegelve – négy hidat veretett a Dunán: Győrnél, Komáromnál, Vácnál és Pest fölött, a Margit-szigeten át.

## Első összecsapás a Sárvíznél
A fővezér az első hírt a törökök megindulásáról csak augusztus 12-én kapta. Eszerint a törökök ellátmányt raktak ki a Mohácsi-szigeten, a hadsereg pedig Eszéknél hidat vert a Dráván, és felderítők mozognak a budai hadi úton is. Ugyanezen a napon érkezett meg hajókon Bécsből Esztergomba a császári tüzérség és lőszer. A tábornagy Schultz (Sultz) ezredes és Althan ezredes 3000 muskétását és a komáromi hajdúkat hajóra szállította és a Dunán dél felé indította. Kollonich ezredes 3000 lovasa, néhány gyalogos zászlóaljjal a Duna jobb partján indult dél felé. Szekszárd közelében találtak rá Murád pasa ruméliai beglerbég elsáncolt seregére, akik a Sárvízen vert török hidat őrizték.
Kollonich rajtaütött a török táboron, katonái 700-800 törököt levágtak, elfogták a szekszárdi béget, gazdag zsákmányt ejtettek. A hajón érkező erősítés felgyújtotta a hidat. Murád pasa hadserege dél felé húzódott vissza. Szeptember elején Kollonich hírt kapott a török főerőről, mely Lala Mohammed pasa (Sokolluzade Lala Mehmed), a szerdár (főparancsnok, a nagyvezír helyettese) vezetésével közeledett dél felől. Vele jött Dervis pasa, a leváltott boszniai pasa és 10 000 főnyi csapattal az új boszniai pasa is, Dzseláli Deli Hasszán, egy kisázsiai lázadó vezér, aki kiegyezett a szultánnal. Murád pasa előhada is csatlakozott hozzájuk. Kollonich veszélyesnek tartotta, ha a török főerőt Buda térségében várná be, ezért Vácra vonult vissza.
Augusztus 30-án maga Rudolf császár utasította öccsét, Mátyás főherceget a komáromi tárgyalások megszakítására. Ezzel egy időben a császár Russwurmot a hadjárat azonnali megindítására utasította. Összeállt a főparancsnokság: Russwurm tábornagy vezérkari főnöke Kari Ludwig Schultz ezredes, a tüzérség főparancsnoka Johann Tilly gróf, a tábornagy két szárnysegédje Hans Sigmund von Herberstein és Gottfried von Starhemberg voltak.

## Harcok Buda és Pest körül
Russwurm szeptember 17-én kapott hírt a török haderő közeledéséről. (Csapatainak zöme csak szeptember 21–23 között érkezett meg Bécsből, a létszám csak október közepére vált teljessé). Russwurm a Szentendrei-szigetre Ferdinand von Kollonich ezredest küldte a landsknecht-jeivel (lándzsás gyalogosokkal), akik a sziget déli végén sáncolták el magukat, és a bajorokat, akik a szigetet és magát a szentendrei hídfőt is biztosították. Október elején a Szentendrei-sziget mindkét oldalán hajóhidat vertek. Ez volt az ún. „felső” császári tábor.
Az „alsó” tábort – a főtábort – Russwurm Pesttől délre, a mai Külső-Ferencváros és Pesterzsébet térségében állította fel. Itt foglalt foglalt állást a sereg zöme. Katonái hidat vertek a Soroksári-Dunán, és megszállták a Csepel-szigetet. A sziget északi csúcsán Schultz ezredes támaszpontot épített, földsáncokkal biztosítva. Tüzérségének jó kilövési lehetősége volt a budai part felé. A Csepel-sziget nyugati partján, szemben a kis Háros-szigettel Strassoldo ezredes olasz csapata épített állást, tüzérséggel megerősítve. Pest erődített falait Lucas Römer ezredes tiroli ezrede szállta meg. A császáriak oldalán felvonult a komáromi magyar hajóhad és a császári flotta kétsorevezős hadi gályái is, Dampierre gróf parancsnoksága alatt.
Két nap múlva, szeptember 19-én a Duna nyugati partján megérkezett a 40 000 főre becsült török fősereg. A török szárazföldi hadsereggel együtt érkező hajóhad tíz nagy hadihajóból és 60 sajkából állt, a kísérő dereglyéken és bárkákon 3000 janicsár állt harcra készen. Lala Mohammed fővezér táborát a Duna partjához közel, Hamzsabég, azaz Érd térségében, nagyjából Tököllel szemben állította fel. Azonnal megkezdték az ellátmány szállítását Buda várába. Napokon át vonultak be a várba a katonai egységek, és szállították málhás állatok hátán a lőszert, élelmiszert, és más szükséges hadianyagot. A császáriak, elégséges katonai erő híján, nem tudtak beavatkozni. Tüzérségük sem tudta megzavarni a műveletet, mert a törökök lőtávolon kívül voltak. 
A hadjáratban részt vevő Bassompierre márki számítása szerint a császári seregnek, a magyar csapatokkal együtt 45 000 főből kellett volna állnia, de létszáma nem volt teljes. Francesco Sorenzo bíboros, Velence prágai követe szerint az összlétszám csak 32 000-et tett ki, de csapatok létszáma csak október végére vált teljessé. Russwurm úgy döntött, a megerősített Buda sikeres ostromára nincs esély, erőivel Pestet kell megvédelmeznie.
Szeptember 24 körül Russworm kémjelentésekből megtudta, hogy pasák csapatainak együttes ereje nem haladja meg a 17 000 fegyveres katonát, a kisegítő csapatokkal együtt sincsenek többen 24 000 embernél. Szeptember 24–26 között erős zivatar tombolt, egyik fél sem tudott hozzáférni a másikhoz. Egy Dunán átúszó szökevény jelentette Siegfried von Kollonich ezredesnek, hogy a törökök másnap támadást terveznek a Csepel-sziget ellen. Russwurm tábornagy még az éj folyamán megkezdte csapaterősítések küldését a hídon át a szigetre.

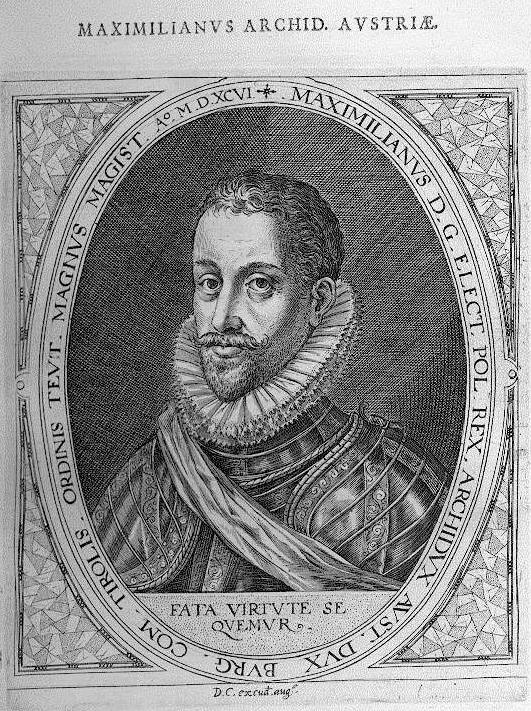
Miksa főherceg
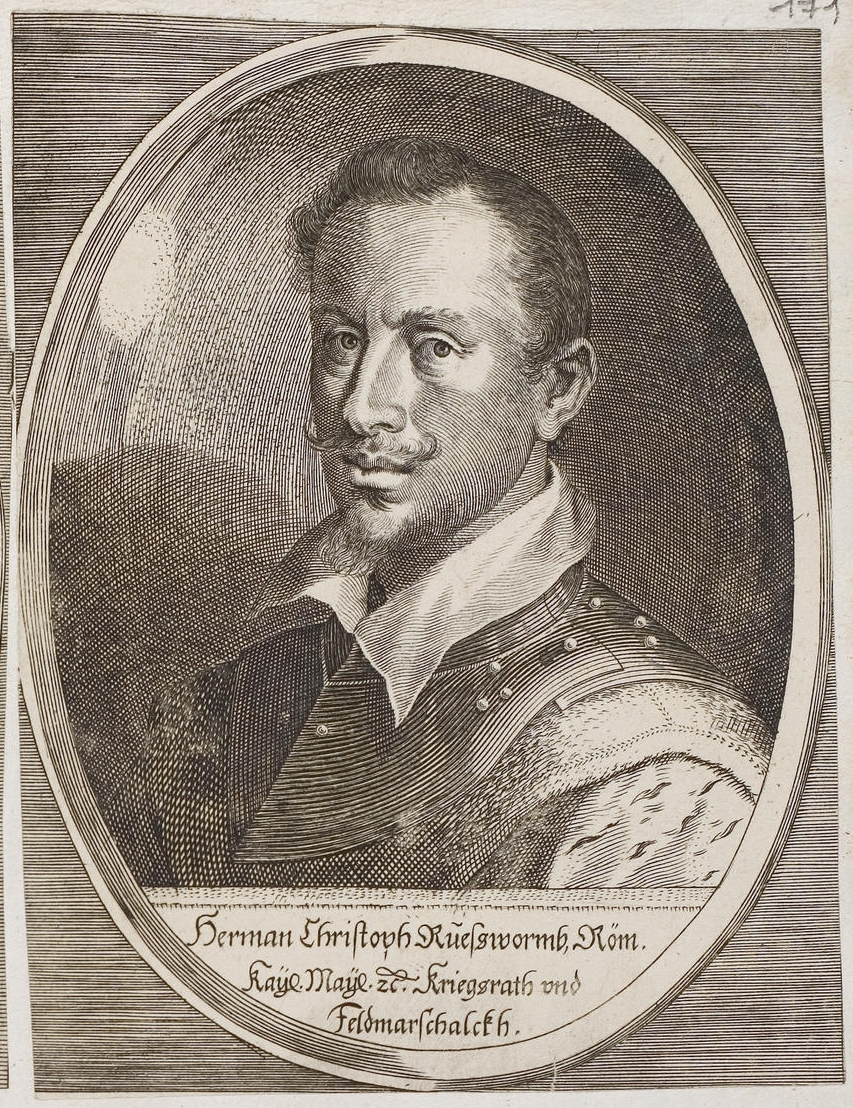
Russwurm (Rußworm) tábornagy
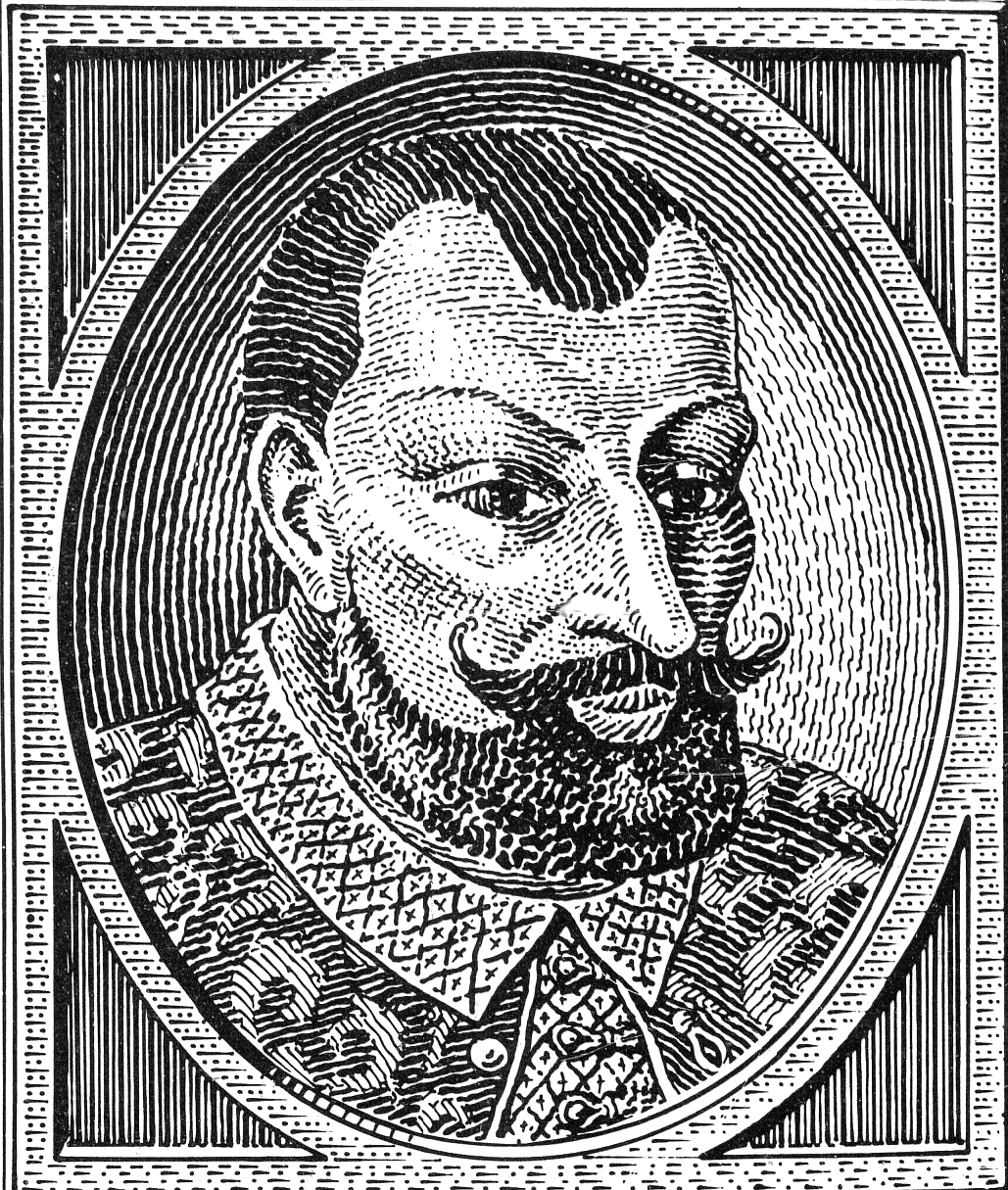
Nádasdy Ferenc
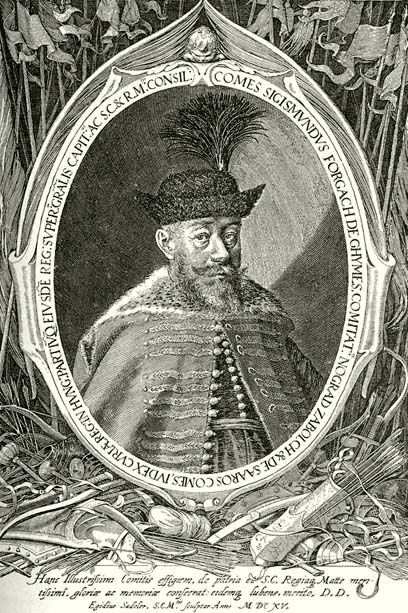
Forgách Zsigmond

## A csepel-szigeti csata
Budavár készleteinek feltöltése után Lala Mohammed pasa a Csepel-szigeten összpontosított császári erők elleni támadásra adott parancsot. Szeptember 27-én a török előőrsök hidat vertek az érdi oldalról a kis „névtelen” vagy Tököli-szigetre, innen újabb, nagyobb hidat akartak építeni tovább a Csepel-szigetre, de a császáriak puskalövésekkel visszafordulásra bírták őket. Másnap, szeptember 28-án éjjel a türelmetlen Lala Mohammed pasa mégis elrendelte a támadást a Csepel-sziget ellen. A kis Tököli-sziget és a Csepel-sziget között a hadi híd még nem készült el. A partra szálló különítmény parancsnokává Dervis pasát, a leváltott boszniai beglerbéget állították. Dzseláli Deli Hasszán pasa irreguláris csapatát, 7000 lovast és 3000 janicsárt bárkákon szállították át a Csepel-szigetre. A terv szerint a partra szállt előhadnak kellett volna fedeznie a fősereg átkelését a szigetre. A pasa döntése, hogy a visszavonulást biztosító híd nélkül nagy tömegű katonát küldött át az ellenség által megszállt szigetre, súlyos hibának bizonyult. A táborban jelenlevő Ibrahim Pecsevi leírásából tudjuk, hogy a tervet több török parancsnok hevesen ellenezte, de eredménytelenül.
Russwurm a török előhad megtámadását rendelte el, hogy a főerő átkelését megakadályozza. Szeptember 28-ra virradó éjjel Russworm tábornagy jelentős csapaterősítést küldött a szigetre. Ő maga is átkelt, és 7 gyalogezredét és teljes, 8000 főnyi lovasságát állította fel a hajnali sűrű ködben (Kollonich-, Mersperg-, Hofkirchen- és Sultz-gyalogezredek, az osztrák és a morva gyalogezred, a cseh lovasság, és az Ehrgott gyalogezred). A köd kedvezett a vállalkozásnak. A déli irányban vonuló császári és magyar csapatok élén Nádasdy Ferenc magyar huszárjai haladtak, akik dél körül találkoztak a törökök előhadával. Az 1500 főnyi fekete bőrű lovas parittyával és görbe karddal szembeszállt a magyar lovasokkal, akiket Kollonich és Thurn ezredesek beérkező német lovassága tehermentesített. Az arabok néhány vallon lovast megöltek, a testeket megcsonkították, így mutatták fel az ellenségnek. Rövidesen beérkezett a császári gyalogság is, a török lovasok meghátráltak és a Duna-part felé húzódtak. A lovassági csatáról Nádasdy Ferenc színes beszámoló levelet írt feleségének, Báthori Erzsébetnek.
Délután fél három körül a császári gyalogság és a lovas ezredek megrohanták a törököket. Russwurm megtiltotta katonáinak, hogy foglyot ejtsenek. Az ellenség elpusztítására vagy Dunába szorítására adott parancsot. Híd nem lévén, a törököknek nem volt hová hátrálniuk, az életükért harcoltak. Kegyetlen közelharc bontakozott ki, amely egészen alkonyatig tartott. A török lovasság ellenlökést hajtott végre, eljutottak egészen a császári táborig és a pesti hídig, de Petz, Kollonich és Nádasdy ezredesek lovassága szétszakította őket, a kisebb csoportokat körülzárták és kíméletlenül levágták. A Gellérthegy alatti sáncokból a török tüzérség lövette ugyan a császári tábort, de Russwurm pesti tüzérsége sikeresen elhallgattatta a török ütegeket. Magát a tábort, ahonnan a császári sereg megindult, csak a szekerészek biztosították, egész nap lovon portyázva, nehogy egy török portyázó csapat meglephesse és kifoszthassa a tábort. A gyalogos janicsárok csapdába estek, a császáriak levágták vagy a Dunába szorították őket, ahol vízbe fulladtak. A katonákat menekíteni próbáló török sajkákat Russwurm ágyúi elsüllyesztették. A harcban elesett a belgrádi és a szendrői bég, sőt maga a vállalkozás parancsnoka, Dervis pasa is. A csatát túlélő Kjátib Cselebi történetíró részletesen beszámolt a véres nap eseményeiről.
A hosszúra nyúlt, véres csata után 6-8000 török halott maradt a csatatéren vagy fúlt a Dunába. Igen kevés hadifogoly maradt életben, mert Russwurm parancsa szerint minden foglyot meg kellett ölni, úgymond megtorlásul az első összecsapásban megölt vallonok megcsonkításáért. Alig 2000 török harcos tudott visszamenekülni a budai partra. A keresztények vesztesége néhány tucat halott és 150 sebesült volt. A győztesek összegyűjtötték hadizsákmányt, török zászlókat, hadi jelvényeket, ágyúkat, lovakat, elesett főemberek aranydíszes ruháit. Éjfélre tértek vissza a táborba. A nagy veszteségért Lala Mohammed pasa, a szerdár pasa és parancsnoktársai egymást okolták.
A szigeti csata után Russwurm a Pest alatti táborba vonta vissza csapatait. A következő két hétben a Csepel-szigeten erős járőrözést folytatott, egyrészt hogy figyeltesse az ellenséges tábor mozgását, másrészt hogy felszámolja a szigeten szétszóródott maradék török csoportokat is. Miután a szigetet megtisztította, Russwurm egész táborát áthelyezte a Csepel-szigetre, a mai Budafokkal és a Háros-szigettel szembeni területre. A tábornagy tüzérséget vitetett a szigetre, és október 6-án a Dunán át lövetni kezdte a nyugati parti török tábort, amelyet emiatt kénytelenek voltak a parttól távolabbra, lőtávolon kívülre hátravonni.

## A háros-szigeti csata
Október 1-jén és 2-án Rudolf császár két levelet is küldött Russwurmnak, melyben – az őszies idő beállása miatt – azt parancsolta, hogy végleg ejtse Buda ostromának tervét, ne bocsátkozzék nagyobb ütközetbe, szorítkozzék Pest és a Csepel-sziget védelmére. Az érdi török tábort igyekezzék rajtaütésekkel nyugtalanítani és várja ki, amíg a török főerő (szokás szerint) elvonul, és utána kísérelje meg Székesfehérvárt visszafoglalni.
A legfelsőbb döntés alapján Russwurm vezérkara új haditervet készített. Támaszpontot akartak létesíteni a budai oldalon, a török tábor közvetlen közelében. Ehhez el kellett foglalni a Duna nyugati partjánál fekvő Háros-szigetet, amelyet török hajóhíd kötött össze az új török táborral. Október 11-én magyar naszádosok átkeltek a budai partra, és a Háros-szigettől északra, Albertfalva térségében. Október 12-ről 13-ra virradó éjjel sikeresen megépítettek egy földsáncot, amelyben 600 hajdú foglalt állást, Kollonich és Schultz ezredesek parancsnoksága alatt. A sáncot a csepeli oldalról egy császári tüzérüteg fedezte. Ennek ellenére az előretolt sánc igen sebezhető helyzetben volt. Őrsége azt az utasítást kapta, hogy török támadás esetén hagyja el, és a parton kikötött hajókon vonuljon vissza a Dunán keresztül a Csepel-szigetre.
A török lovasság már azonban már másnap, október 13-án délben rajtaütéssel lerohanta a sáncot. A meglepett magyarok közül harmincat levágtak. Elfoglaltak több, a közelben kikötött, menekülésre készen tartott sajkát. Kollonich ezredest a hajdúk csak nehezen mentették ki, egy megmaradt hajón. Az ostromlottak megsegítésére Russworm muskétásokat küldött át, és 40 ágyút vitetett tüzelőállásba a sziget nyugati partján, de tüzérségi fedezetet nem tudott adni, mert a Csepel-szigeti parton álló 40 ágyú pattantyúsai – vasárnap dél lévén – le voltak részegedve. Russwurm és főtisztjei maguk álltak az ágyúkhoz, néhány lövést leadtak, de kevés eredménnyel. A törökök két órai harc árán elfoglalták a hárosi sáncot. Ágyúkat szállítottak ide, és október 14-étől kezdve innen – és az északabbra felállított új tüzelőállásokból is – erősen bombázták a csepeli császári táborhelyeket és a pesti főtábort is. A tűz fedezete alatt a török hadvezetés biztonságban felvontatta saját hajóit Óbudára. Az érdi török főtábor ezután áttelepült a Gellérthegy déli előterébe, innen a török nehéztüzérség megkezdhette a pesti császári főtábor rendszeres bombázását. Lala Mohammed attól tartott, Russwurm a Margit-szigeten át hídépítésbe fog, és onnan egy Buda elleni támadást indít. Ennek megelőzésére katonai erőket csoportosított át Óbudára is.
Russwurm ellencsapást rendelt el. Október 20-án éjjel Schultz és Petz ezredesek a kis Tököli-szigetnél veszteglő török hajóhad szétkergetésére indultak, több hajón, hajdúkkal és muskétásokkal megrakva. A hajórajt a csepeli parton 300 német muskétás fedezte. A Tököli-sziget közelébe érve azonban nyilvánvalóvá vált a hajókat védelmező törökök túlereje. Nádasdy és Kollonich ezredesek, a magyarok parancsnokai 50 császári Landsknechtet kértek Russwurmtól erősítésül, de a tábornagy meggondolatlanul azt válaszolta, hogy nem akarja német gyalogosok életét kockára tenni. Emiatt a magyarok megtagadták a partra szállást a szigeten. A hadművelet eredménytelenül zárult, de a támadó naszádok veszteség nélkül visszatértek a Csepel-szigetre.

## Visszavonulás, utóvédharcok
Október 27-én esős idő állt be. Russwurm felszedette csepeli táborát, és október 31-én egész hadával északra vonult, majd át a budai oldalra, a Szentendrei-szigeten épített hidakon keresztül. A hídfőt Thurzó György és sógora, Forgách Zsigmond védelmezte (már október 21 óta). A sziget déli végével egy magasságban, Békásmegyer térségében Russwurm csatasorba rendezte erőit. Levelet küldetett a török táborba és ütközetre hívta Lala Mohammed pasát. A szerdár nem válaszolt a kihívásra. November 1-jén Russworm néhány száz lovassal látványosan a budai vár alá vonult, de Lala Mohammed pasa most sem hagyta magát csatára kényszeríteni. A látványos akciónak nem volt sok katonai értelme, mivel a császári hadseregnek már csak 4-5 napra való élelmiszere maradt, a lovak abrakja pedig teljesen kifogyott. A másnapi haditanácsban a tisztek egyhangúlag kijelentették, hogy Buda ostromát „lehetetlenség megkísérelni”.
November 5-én a török lovasság is hasonló „arculatmentő látogatást” tett a császári tábor közelében. Russwurm nagy erőkkel eléjük vonult, de estére mindkét fél harc nélkül visszatért táborába. November 6-ra virradó éjjel Lala Mohammed pasa főserege zajtalanul elvonult Nándorfehérvár felé. A budai vár védelmét Murad pasára, a ruméliai beglerbégre hagyta. Russwurm gyorsan gyengülő hadával egyedül maradt a jól megerősített budai erőd közvetlen közelében, de seregének ereje egy ostromkísérlethez is elégtelen volt. Az éhező, fogyatkozó császári had még csaknem két héten tétlenül vesztegelt. Szerencséjükre a budai helyőrség nem hajtott végre kirohanásokat ellenük. A frusztráció értelmetlen atrocitásokba torkollott. November 13-án éjjel Hohenlohe ezredes 300 tisztjével rajtaütött a budai meleg fürdőn, és lemészárolta az ott talált 30 fegyvertelen fürdőző törököt.
A csaknem tíz héten át tartó, nagy veszteségekkel járó második budai hadjárat eredménytelenségéért a hadvezetés Russurmwot kezdte okolni. A tábornagy hirtelen ötlettel Hatvan visszafoglalására szánta el magát. Schultz és Strassoldo parancsnoksága alatt november 12-én négy császári ezredet indított útnak, magyar huszárokkal és Thúrzó 200 lovasával megerősítve. Az előőrs első kémszemléjén Strassoldo ezredest halálos lövés érte. November 15-én maga Russwurm is Hatvan alá indult egész táborával. 18-án érkezett a vár alá, leadatott néhány ágyúlövést és megadásra szólította fel a helyőrséget. November 19-én a vár védői szabad elvonulás fejében átadták a várat, és Szolnokra távoztak. Russwurm serege másnap, november 20-án elvonult téli szállásra. A várban 400 főnyi őrséget hagyott.

## Következmények
A császári had ereje elegendő lett volna Buda sikeres ostromához, ha – Mátyás főherceg 1602 novemberi fogadkozásának megfelelően – már áprilisban, a törököket megelőzve, teljes erejével felvonulhatott volna a vár alá, támaszkodva a szilárdan kézben tartott pesti helyőrségre, mint bázisra. Lala Mohammed pasa seregének megérkezése, a Budára szállított erősítés és utánpótlás célba juttatása után azonban a sikeres ostrom lehetősége elillant. Az 1603-as császári hadjárat egyetlen komoly eredménye a jól megtervezett Csepel-szigeti rajtaütés volt, ahol 8-10 000 török harcost sikerült megsemmisíteni.
Lala Mohamed pasa, a török haderő szerdárja a hadjáratot sikeresnek mondhatta: viszonylag gyenge seregével minden kitűzött hadicélt elért, Budát élelmiszerrel, lőszerrel és katonasággal kellően feltöltötte, az ostromra küldött császári sereget teljes tétlenségre kárhoztatta. A Magyar Királyság székvárosa újabb 83 évre török kézen maradt (1686-ig).
A következő év, 1604 januárjában elhunyt Nádasdy Ferenc, a kiváló hadvezér. Russwurm tábornagy Buda alatt második kudarcát szenvedte el. A prágai udvarban ellene intrikálók hamarosan kegyvesztetté tették, 1605-ben perbe fogták és kivégezték. 1605-ben Lala Mohammed pasa ostrommal elfoglalta Visegrádot és Esztergomot, ezzel hosszú évtizedekre lehetetlenné tette a Budavár elleni manőverezést a Duna partjain. 1606. november 11-én Bocskai István erdélyi fejedelem közvetítésével megkötötték a 20 évre szóló zsitvatoroki békeszerződést, mely az aktuális status quo alapján lezárta a tizenöt éves háborút. A magyarországi török háborúk történetében ez volt az első békeszerződés, melyet Habsburg uralkodó – mint Magyarország királya – saját országában kötött, a korábbiakat az Oszmán Birodalomban kötötték meg. (1627-ben a szerződést Szőnyben újabb megállapodással meghosszabbították.)

## Erdélyi hadszíntér
A magyarországi eseményekkel párhuzamosan, Erdélyben is súlyos változások történtek. Giorgio Basta tábornagy az 1602-es kolozsvári vérengzés után Havasalföld trónjára ültette IX. Radu Șerban fejedelmet, majd 1603 elején hadainak zömét Szatmárba, Debrecenbe és Tokajba vezényelte. 1603. április 15-én Radu csapatai betörtek Erdélybe. Az Erdély függetlenségéért harcba szálló erdélyi rendek ezen a napon a katonai táborban megtartott országgyűlésen Székely Mózest választották Erdély fejedelmévé. Májusban hivatalosan be is iktatták e méltóságba. A Habsburg-hatalom támogatását élvező Radu fejedelem 1603. július 17-én a brassói csatában szétverte az erdélyiek hadseregét. Maga Székely Mózes is elesett a harcban, 4000 magyar és székely harcosával együtt. Radu katonai győzelme ismét utat nyitott Bastának Erdélybe, aki visszatérve folytatta zsarnoki rémuralmát, egészen Bocskai István fellépéséig és az 1606-os zsitvatoroki béke megkötéséig.